# セッケイ
セッケイ（雪鶏）は、キジ目キジ科セッケイ属 (Tetraogallus) の総称。
ユーラシア大陸南部の、カフカス山脈、ヒマラヤ山脈、チベットなどの高山に住む。ただし、ヒマラヤセッケイはアメリカ合衆国ネバダ州に移入されている。
植物や種子を食べる。巣は地上に作る。

## 種
- アルタイセッケイ Tetraogallus altaicus
- カスピアンセッケイ Tetraogallus caspius
- コーカサスセッケイ Tetraogallus caucasicus
- チベットセッケイ Tetraogallus tibetanus
- ヒマラヤセッケイ Tetraogallus himalayensis